# Szofjan Amrabat
Szofjan Amrabat (arabul: سفيان أمرابط, berber: ⵙⵓⴼⵢⴰⵏ ⴰⵎⵕⴰⴱⵟ; Huizen, 1996. augusztus 21. –) holland születésű marokkói válogatott labdarúgó, a Fenerbahçe játékosa.

## Pályafutása

### Klubcsapatban

#### Manchester United
2023. szeptember 1-jén a Manchester United bejelentette, hogy leszerződtették a középpályást kölcsönben, vásárlási opcióval. Szeptember 23-án mutatkozott be, a Burnley ellen csereként három percet játszott. Három nappal később mutatkozott be kezdőként, bal hátvédként játszva a Crystal Palace ellen a ligakupában. A szezont kupagyőztesként zárta Angliában.

#### Fenerbahçe
2024. augusztus 30-án a Fenerbahçe vette kölcsön a 2024–2025-ös szezon végéig.

### A válogatottban
Amrabat Hollandiában született, marokkói szülők gyermekeként, utánpótlás korú labdarúgóként Hollandiát képviselte. Később már Marokkó színeiben lépett pályára, 2013-ban a marokkói U17-es válogatott tagja volt, részt vett a korosztályos világbajnokságon. A marokkói felnőtt válogatottban 2017-ben egy Tunézia elleni találkozón mutatkozott be. Az afrikai csapat tagjaként részt vett a 2018-as világbajnokságon.

## Családja
Testvére, Nordin Amrabat szintén labdarúgó. A 2018-as világbajnokságon a Marokkó–Irán csoportmérkőzésen testvére helyére állt be csereként a 76. percben. Ez volt az első eset a vb-k története folyamán, hogy egy játékost saját testvére váltson egy csere alkalmával.

## Statisztika

### Klubcsapatokban
2024. május 25-i mérkőzések alapján.
| Klub                           | Szezon           | Bajnokság        | Bajnokság | Bajnokság | Kupa | Kupa  | Ligakupa | Ligakupa | Nemzetközi | Nemzetközi | Egyéb | Egyéb | Összesen | Összesen |
| Klub                           | Szezon           | Liga             | P.        | Gólok     | P.   | Gólok | P.       | Gólok    | P.         | Gólok      | P.    | Gólok | P.       | Gólok    |
| ------------------------------ | ---------------- | ---------------- | --------- | --------- | ---- | ----- | -------- | -------- | ---------- | ---------- | ----- | ----- | -------- | -------- |
| Utrecht                        | 2014–2015        | Eredivisie       | 4         | 0         | 0    | 0     | —        | —        | —          | —          | —     | —     | 4        | 0        |
| Utrecht                        | 2015–2016        | Eredivisie       | 7         | 0         | 1    | 0     | —        | —        | —          | —          | 4     | 0     | 12       | 0        |
| Utrecht                        | 2016–2017        | Eredivisie       | 31        | 0         | 4    | 0     | —        | —        | —          | —          | 3     | 1     | 38       | 1        |
| Utrecht                        | Összesen         | Összesen         | 42        | 0         | 5    | 0     | —        | —        | —          | —          | 7     | 1     | 54       | 1        |
| Feyenoord                      | 2017–2018        | Eredivisie       | 21        | 1         | 3    | 0     | —        | —        | 6          | 1          | 1     | 0     | 31       | 2        |
| Feyenoord                      | 2018–2019        | Eredivisie       | 0         | 0         | 0    | 0     | —        | —        | 1          | 0          | 1     | 0     | 2        | 0        |
| Feyenoord                      | Összesen         | Összesen         | 21        | 1         | 3    | 0     | —        | —        | 7          | 1          | 2     | 0     | 33       | 2        |
| Club Brugge                    | 2018–2019        | Pro League       | 24        | 1         | 1    | 0     | —        | —        | 4          | 0          | —     | —     | 29       | 1        |
| Club Brugge                    | 2019–2020        | Pro League       | 1         | 0         | 0    | 0     | —        | —        | 0          | 0          | —     | —     | 1        | 0        |
| Club Brugge                    | Összesen         | Összesen         | 25        | 1         | 1    | 0     | —        | —        | 4          | 0          | —     | —     | 30       | 1        |
| Hellas Verona (kölcsönben)     | 2019–2020        | Serie A          | 34        | 1         | 0    | 0     | —        | —        | —          | —          | —     | —     | 34       | 1        |
| Fiorentina                     | 2020–2021        | Serie A          | 31        | 0         | 2    | 0     | —        | —        | —          | —          | —     | —     | 33       | 0        |
| Fiorentina                     | 2021–2022        | Serie A          | 23        | 1         | 2    | 0     | —        | —        | —          | —          | —     | —     | 25       | 1        |
| Fiorentina                     | 2022–2023        | Serie A          | 29        | 0         | 5    | 0     | —        | —        | 15         | 0          | —     | —     | 49       | 0        |
| Fiorentina                     | Összesen         | Összesen         | 83        | 1         | 9    | 0     | —        | —        | 15         | 0          | —     | —     | 107      | 1        |
| Manchester United (kölcsönben) | 2023–2024        | Premier League   | 21        | 0         | 2    | 0     | 2        | 0        | 5          | 0          | —     | —     | 30       | 0        |
| Karrier összesen               | Karrier összesen | Karrier összesen | 226       | 4         | 20   | 0     | 2        | 0        | 31         | 1          | 9     | 1     | 288      | 6        |

1. 1 2  Az Eredivisie Európa-liga rájátszása
2. 1 2  Pályára lépések az UEFA-bajnokok ligájában
3. 1 2  Pályára lépések a holland szuperkupában
4. ↑  Pályára lépések az Európa-ligában
5. ↑  Két pályára lépés az UEFA-bajnokok ligájában és két pályára lépés az Európa-ligában
6. ↑  Pályára lépések az UEFA Konferencia Ligában

### A válogatottban
| Válogatott | Év       | Pályára lépés | Gól |
| ---------- | -------- | ------------- | --- |
| Marokkó    | 2017     | 2             | 0   |
| Marokkó    | 2018     | 6             | 0   |
| Marokkó    | 2019     | 6             | 0   |
| Marokkó    | 2020     | 4             | 0   |
| Marokkó    | 2021     | 9             | 0   |
| Marokkó    | 2022     | 19            | 0   |
| Marokkó    | 2023     | 4             | 0   |
| Marokkó    | 2024     | 5             | 0   |
| Összesen   | Összesen | 55            | 0   |

## Sikerei, díjai
Feyenoord
- Holland kupagyőztes: 2017–2018[13]
- Holland szuperkupa-győztes: 2017, 2018

Club Brugge
- Belga bajnok: 2019–2020

Manchester United
- Angol kupagyőztes: 2023–2024

## További információ
- Szofjan Amrabat – a FIFA adatbázisában
- Szofjan Amrabat pályafutásának statisztikái a Soccerbase oldalon (angolul)

- Szofjan Amrabat adatlapja a Soccerway oldalon (angolul)